# Chondroscaphe
Chondroscaphe – rodzaj roślin z rodziny storczykowatych (Orchidaceae). Obejmuje 14 gatunków występujących w Ameryce Południowej i Środkowej w: Kolumbii, Ekwadorze, Peru, Wenezueli, Kostaryce i Panamie.

## Systematyka
Rodzaj sklasyfikowany do podplemienia Zygopetalinae w plemieniu Cymbidieae, podrodzina epidendronowe (Epidendroideae), rodzina storczykowate (Orchidaceae), rząd szparagowce (Asparagales) w obrębie roślin jednoliściennych.
Wykaz gatunków
- Chondroscaphe amabilis (Schltr.) Senghas & G.Gerlach
- Chondroscaphe atrilinguis Dressler
- Chondroscaphe bicolor (Rolfe) Dressler
- Chondroscaphe chestertonii (Rchb.f.) Senghas & G.Gerlach
- Chondroscaphe dabeibaensis P.A.Harding
- Chondroscaphe eburnea (Dressler) Dressler
- Chondroscaphe embreei (Dodson & Neudecker) Rungius
- Chondroscaphe escobariana (Dodson & Neudecker) Rungius
- Chondroscaphe flaveola (Linden & Rchb.f.) Senghas & G.Gerlach
- Chondroscaphe gentryi (Dodson & Neudecker) Rungius
- Chondroscaphe merana (Dodson & Neudecker) Dressler
- Chondroscaphe plicata (D.E.Benn. & Christenson) Dressler
- Chondroscaphe venezuelana Pupulin & Dressler
- Chondroscaphe yamilethae Pupulin